# علاء الزعبي
علاء الزعبي، ممثل سوري، درس في المعهد العالي للفنون المسرحية بدمشق، قدّم أول أدواره التلفزيونية المعروفة عام 2004 في مسلسل «التغريبة الفلسطينية» من إخراج حاتم علي. من أهم أعماله مسلسل باب الحارة ومسلسل عروس بيروت وحلاوة روح. 
شارك كذلك في أعمال مسرحية عديدة. متزوج من الممثلة رغداء شعراني

## أعماله

### المسلسلات
- باب الحارة (2006-2010) خمسة أجزاء بدور خاطر.
- ليس سرابا (2008) بدور وضاح
- صراع على الرمال (2008) بدور حوّاس
- شركاء يتقاسمون الخراب (2008)
- زمن الخوف (2007)
- أهل الغرام الجزء الأول (2006)
- على طول الأيام (2006)
- التغريبة الفلسطينية (2004) بدور سامي
- كاني وماني (2007) في حلقة واحدة (حلقة الأنف العجيب)
- زمن البرغوت الجزء الأول بدور تحسين
- ياسمين عتيق
- حلاوة الروح (2014) بدور محمد
- القرم الحزين
- عروس بيروت 2019
- عروس بيروت2 2020

## روابط إضافية
- صفحة الممثل في قاعدة بيانات الأفلام العربية